# Cantone di Le Kremlin-Bicêtre
Il Cantone di Le Kremlin-Bicêtre è una divisione amministrativa dell'arrondissement di L'Haÿ-les-Roses.
È stato modificato nella riforma complessiva dei cantoni del 2014.

## Composizione
Prima della riforma del 2014 comprendeva il comune di Le Kremlin-Bicêtre e la parte orientale del comune di Gentilly; dal 2015 comprende completamente sia Le Kremlin-Bicêtre che Gentilly.